# Powiat bełżycki

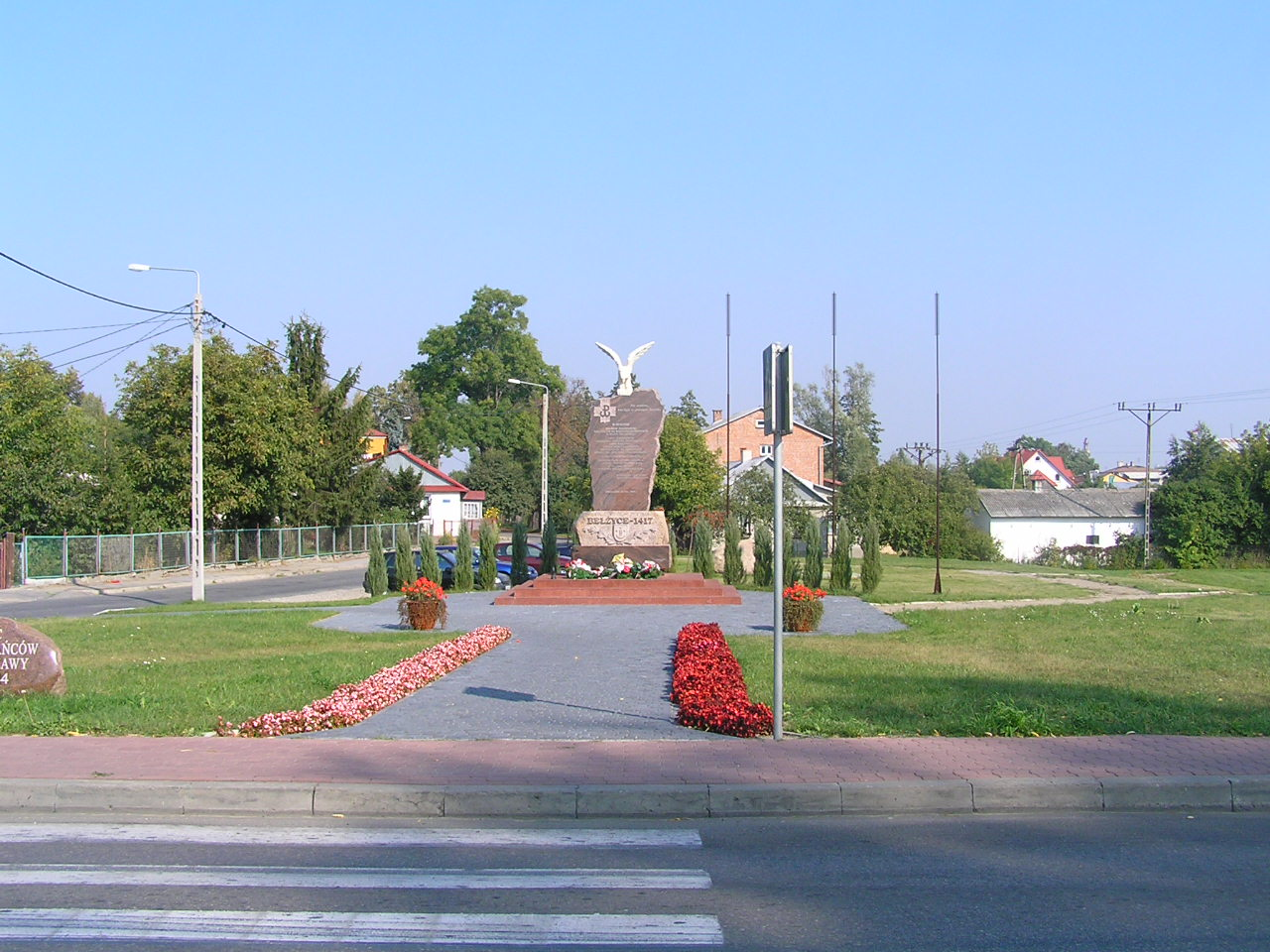
Pomnik Polski Walczącej w Bełżycach

Powiat bełżycki – powiat istniejący w latach 1956–1975 w woj. lubelskim na terenie obecnych powiatów lubelskiego i opolskiego. Jego ośrodkiem administracyjnym były Bełżyce.
Powiat bełżycki został powołany dnia 1 stycznia 1956 roku w województwie lubelskim, czyli 15 miesięcy po wprowadzeniu gromad w miejsce dotychczasowych gmin (29 września 1954) jako podstawowych jednostek administracyjnych PRL. Na powiat bełżycki złożyło się 20 gromad, które wyłączono z trzech ościennych powiatów w tymże województwie:
- z powiatu lubelskiego:
  - gromady Babin, Bełżyce, Borzechów, Chmielnik, Chodel, Krężnica Okrągła, Łopiennik, Niedrzwica Duża, Niedrzwica Kościelna, Palikije Pierwsze, Radawiec Duży, Ratoszyn, Skrzyniec, Strzeszkowice Duże i Wojciechów
- z powiatu kraśnickiego:
  - gromada Kłodnica Dolna
- z opolsko-lubelskiego:
  - gromada Godów, Łubki i Wronów

Na uwagę zasługuje fakt, iż w momencie utworzenia powiat nie obejmował miast; Bełżyce, stolica powiatu, utraciły prawa miejskie w 1870 roku i odzyskały je dopiero 1 stycznia 1958 roku.
1 stycznia 1957 roku z powiatu bełżyckiego wyłączono gromadę Godów i włączono ją z powrotem do powiatu opolsko-lubelskiego, a z gromady Zemborzyce w powiecie lubelskim wyłączono kolonię Krężnica Jara i włączono ją do gromady Strzeszkowice Duże w powiecie bełżyckim. 31 grudnia 1959 roku z gromady Palikije w powiecie bełżyckim wyłączono część obszaru wsi Miłocin i włączono ją do gromady Tomaszowice w powiecie lubelskim. 1 stycznia 1969 roku z powiatu bełżyckiego wyłączono gromadę Radawiec Duży i włączono ją do powiatu lubelskiego.
1 stycznia 1973 roku zniesiono gromady i osiedla, a w ich miejsce reaktywowano gminy. Powiat bełżycki podzielono na 1 miasto i 5 gmin:
- miasto Bełżyce
- gminy Bełżyce, Borzechów, Chodel, Niedrzwica Duża i Wojciechów

Tego samego dnia z powiatu bełżyckiego wyłączono sołectwa Dąbrowa Wronowska, Poniatowa, Poniatowa-Kolonia i Plizin, które włączono do powiatu opolsko-lubelskiego oraz odwrotnie, z powiatu opolsko-lubelskiego wyłączono sołectwa Antonówka, Godów, Granice i Świdno, które włączono do powiatu bełżyckiego.
Powiat bełżycki przetrwał do 31 maja 1975 roku. Po reformie administracyjnej obowiązującej od 1 czerwca 1975 roku całe terytorium zniesionego powiatu bełżyckiego weszło w skład nowego (mniejszego) województwa lubelskiego.
15 stycznia 1976 roku do gminy Niedrzwica Duża przyłączono obszar sołectwa Krężnica Jara, które wyłączono z gminy Głusk; natomiast z gminy Niedrzwica Duża wyłączono sołectwo Radawczyk-Kolonia Druga i włączono je do gminy Konopnica. 1 lutego 1991 roku miasto Bełżyce i gminę wiejską Bełżyce połączono we wspólną gminę miejsko-wiejską.
Powiatu bełżyckiego nie przywrócono wraz z reformą administracyjną w 1999 roku, mimo prób jego reaktywacji podejmowanych przez lokalnych polityków. Obszar dawnego powiatu znalazł się głównie w granicach nowego powiatu lubelskiego, oprócz gminy Chodel, którą przyłączono do powiatu opolskiego w nowym województwie lubelskim.